# Lycium cinereum
Lycium cinereum är en potatisväxtart som beskrevs av Carl Peter Thunberg. Lycium cinereum ingår i släktet bocktörnen, och familjen potatisväxter. Inga underarter finns listade i Catalogue of Life.